# Brachygobius kabiliensis
Brachygobius kabiliensis е вид бодлоперка от семейство Попчеви (Gobiidae). Видът не е застрашен от изчезване.

## Разпространение и местообитание
Разпространен е във Виетнам, Индонезия (Калимантан), Камбоджа, Малайзия (Западна Малайзия, Сабах и Саравак), Сингапур и Тайланд.
Среща се на дълбочина от 0,5 до 1,5 m.

## Описание
На дължина достигат до 1,8 cm.